# Bertram Allen
Bertram Allen (né le 1er août 1995 en Irlande) est un cavalier irlandais, 5e du classement mondial en juin 2015. Champion d'Europe sur poney en 2010, il remporte deux étapes de la Coupe du monde de saut d'obstacles et l'épreuve de vitesse des Jeux équestres mondiaux de 2014 la même année, compétition dont il est le plus jeune cavalier concurrent. Il termine premier du Grand Prix du Jumping international de France en mai 2015.
En 2015 à Genève, il devient le plus jeune cavalier au monde à avoir participé à la finale du Top 10 Rolex IJRC, du haut de ses 20 ans.

## Biographie
Bertram Allen a grandi avec ses trois sœurs et ses trois frères à Wexford, en Irlande. Il commence à monter à poney à 8 ans. 
En 2010, après de belles réussites chez les poneys, Bertram planifie de se rendre pour quelques mois en Allemagne dans le but de se consacrer pleinement à sa carrière dans le saut d'obstacles. Il choisira finalement de ne plus repartir et s'établit à Hünxe en 2011.
Bertram Allen est entraîné lors de ses débuts à cheval par le cavalier irlandais Billy Twomey, selon lui l'une des personnes ayant eu le plus d'influence sur son équitation. 
L'entraîneur actuel de Bertram est l'Allemand Marcus Ehning, et sa groom est Marlen Shannwell depuis décembre 2010. 

## Palmarès
Ses principaux résultats en compétition:
- 2010:
  - Médaille d'or en individuel aux Championnats d'Europe Poneys de Bishop Burton (Grande-Bretagne)
  - Médaille d'argent par équipe aux Championnats d'Europe Poneys de Bishop Burton (Grande-Bretagne)
- 2014: 
  - Vainqueur du Grand Prix CSIO5* de Lummen (Belgique) avec Molly Malone V
  - 8e du Grand Prix du Global Champions Tour de Shanghai avec Molly Malone V
  - 4e du Grand Prix du CSIO5* de Rotterdam (Pays-Bas) avec Molly Malone V
  - Vainqueur de la Coupe du monde CSI5*-W de Vérone (Italie) avec Molly Malone V
  - 7e de la Coupe du monde CSI5*-W de Londres avec Molly Malone V

- 2015:
  - 2e du Grand Prix Coupe du monde du CSI5*-W de Zurich (Suisse) avec Molly Malone V
  - 10e du Grand Prix Hermès du CSI5* de Paris avec Romanov
  - 3e de la Finale Coupe du Monde de Las Vegas (États-Unis) avec Molly Malone V
  - 5e du Grand Prix du Global Champions Tour de Madrid avec Romanov
  - Vainqueur du Grand Prix du CSIO5* de La Baule (France) avec Romanov
  - Vainqueur du Grand Prix du Global Champions Tour de Paris avec Romanov
  - 7e du Grand Prix du Global Champions Tour de Cascais (Portugal) avec Romanov
  - 5e du Grand Prix du Global Champions Tour de Chantilly (France) avec Molly Malone V
  - Vainqueur du Grand Prix du CSI5* de Dinard (France) avec Molly Malone V
  - 6e du Grand Prix du Global Champions Tour de Doha (Qatar) avec Molly Malone V
  - 7e de la  finale du Top 10 Rolex IJRC à Genève (Suisse) avec Molly Malone V